# Rhinosimus ruficollis
Rhinosimus ruficollis is een keversoort uit de familie platsnuitkevers (Salpingidae). De wetenschappelijke naam van de soort werd in 1761 gepubliceerd door Linnaeus.